# Ferrocarril de Cornualles
El Ferrocarril de Cornualles (nombre original en inglés: Cornwall Railway, abreviado como CR) era una línea de gran ancho de vía (7 pies 1/4 plg (2140 mm)), cuyo trayecto principal conectaba Plymouth en Devon con Falmouth en Cornualles, Inglaterra. Construido en la segunda mitad del siglo XIX, se vio constantemente lastrado por la escasez de capital para llevar adelante las cuantiosas obras que requería la difícil orografía atravesada, y finalmente se vio obligado a vender su línea al Great Western Railway, una de las cuatro grandes compañías ferroviarias del Reino Unido.
El Ferrocarril de Cornualles se hizo famoso por construir sobre el río Tamar el majestuoso puente Royal Albert, proyectado y construido por Isambard Kingdom Brunel. Debido al escarpado terreno que atravesaba y a la escasez de recursos financieros de la compañía, su línea disponía de un gran número de viaductos construidos con madera, que llegaron a convertirse en estructuras icónicas, pero que fueron una fuente de altos costos de mantenimiento, y finalmente necesitaron ser reconstruidas con materiales más duraderos.
Su línea principal era la ruta clave a muchos de los destinos vacacionales de Cornualles, y en la primera mitad del siglo XX transportaba turistas en verano, así como verduras, pescado y flores desde Cornualles a los mercados de Londres y otros lugares de Inglaterra. La sección de Truro a Falmouth, originalmente parte de su línea principal, nunca alcanzó su máximo potencial y pronto se convirtió en un ramal. No obstante, toda la línea (con algunas modificaciones menores) ha permanecido abierta, formando parte de la Línea Principal de Cornualles, desde Plymouth a Penzance. El ramal de Truro a Falmouth también se ha mantenido, y el servicio de pasajeros que lo recorre es conocido como la Línea Marítima.

## Descripción general

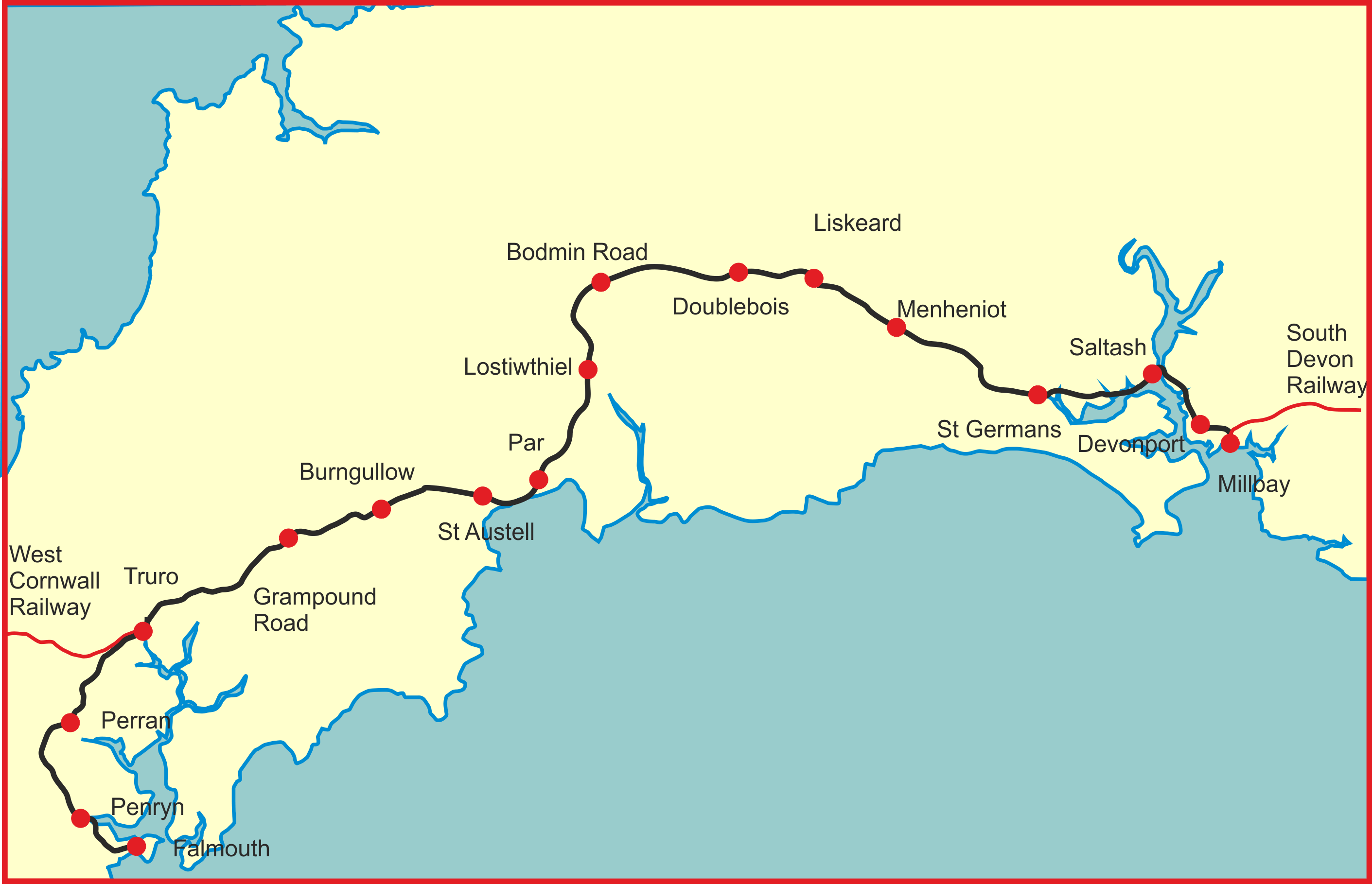
Mapa del Ferrocarril de Cornualles

El Ferrocarril de Cornualles se concibió por temor a que el puerto de Falmouth perdiera atractivo como destino del tráfico de barcos mercantes frente a Southampton. Durante muchos años, Falmouth había tenido casi todo el comercio de pequeños envíos: los despachos de las colonias y los territorios de ultramar llegaban por barco y se transportaban a Londres en coches de caballos. El recorrido por las primitivas carreteras de aquellos días alargaba considerablemete la duración de los portes, y Southampton estaba adquiriendo cada vez más importancia. La puesta en servicio del Ferrocarril de Londres y Southampton en 1840 significó que los despachos podían llevarse a Londres rápidamente en tren.

### Polémica por la ruta
Al principio, los promotores querían la ruta más directa a Londres, incluso si eso significaba construir una línea hasta allí pasando por alto las ciudades importantes de Cornualles y Devon. Antes de que las partes interesadas pudieran recaudar el dinero y obtener la autorización parlamentaria necesaria para construir su línea, el Gobierno eliminó la mayor parte del comercio de paquetes a Southampton, de modo que se eliminó la mayor fuente potencial de ingresos de cualquier nueva línea de ferrocarril. Algunos grupos continuaron presionando para que se optara por la línea más directa a Londres, con la esperanza de que volviera el comercio de paquetes, y solo si fuera necesario, se conectarían con algún otro nuevo ferrocarril, pero resultó imposible asumir el enorme costo de esta solución. En consecuencia, fue cobrando gradualmente importancia una alternativa más práctica que se dirigiese a Plymouth, e inicialmente se pensó en que los trenes cruzasen en Hamoaze el estuario de la desembocadura del río Tamar en un ferry de vapor. Pero pronto se concluyó que esta propuesta tampoco era realista y se llamó a Isambard Kingdom Brunel para que propusiera una solución factible, que consistió en el diseñó del puente sobre el río Tamar en Saltash, el Puente Royal Albert, que cuando se construyó, fue la hazaña de ingeniería más prodigiosa del mundo. También mejoró numerosos detalles de la ruta en otros lugares. Al llegar a Plymouth, la compañía podría conectarse con el Ferrocarril del Sur de Devon y luego llegar a Londres utilizando las vías del Ferrocarril de Bristol y Exeter y del Great Western Railway. La línea se construyó con vías de gran ancho.
Privados del lucrativo comercio de paquetería, los promotores descubrieron que era imposible recaudar el dinero necesario para construir la línea, y hubo una demora considerable hasta que la economía del país mejoró. El objetivo de unir Falmouth con Londres se abandonó discretamente y se construyó la línea de Truro a Plymouth. En Truro, otra compañía, el Ferrocarril del Oeste de Cornualles, se unió en Penzance con la red general que recorría el sur de Inglaterra. Falmouth también se conectó, pero mucho más tarde y solo mediante un ramal.

### La ruta diseñada por Brunel
El terreno atravesado por el ferrocarril era excepcionalmente difícil debido a la cantidad de valles de norte a sur que cruzaba la ruta. Debido a la extrema escasez de dinero cuando se estaba construyendo el ferrocarril, Brunel diseñó viaductos de caballetes de madera, mucho más baratos pero con elevados costos de mantenimiento, y que finalmente se reconstruyeron en mampostería o ladrillo, o en algunos casos se convirtieron en terraplenes. La apariencia desgarbada de estos altos viaductos ponía nerviosos a los pasajeros, pero se convirtieron en una seña de identidad propia asociada con la línea (aunque Brunel usó esta misma forma de construcción en otros lugares). La escasez de dinero durante la etapa de construcción también obligó a la empresa a instalar solo vía única.
Una vez en funcionamiento, la línea todavía estaba escasa de dinero, pero se avanzó en la conversión de los viaductos a tipologías con materiales más duraderos y en la duplicación de algunos tramos de la ruta, pero la obligación de adaptar las vías para que también fueran compatibles con el ancho estándar supuso una carga financiera inasumible, y la empresa se vio obligada a vender la totalidad de sus activos al Great Western Railway.
Si el plan original había sido transportar el comercio de paquetes, el ferrocarril construido desarrolló un negocio agrícola considerable al saberse que los productos hortícolas podían llevarse rápidamente a los mercados de Londres. Además, el tráfico de viajeros aumentó notablemente cuando Cornualles se convirtió en un destino de vacaciones deseable, y numerosos centros turísticos atendidos directamente por el ferrocarril encontraron el favor de los veraneantes procedentes de las grandes ciudades de Inglaterra. El área se denominó "la Riviera de Cornualles", rivalizando con la Riviera francesa como destino vacacional de la clase acomodada y de la clase media. Se construyeron muchos ramales hacia los centros turísticos costeros, casi todos por compañías independientes o más adelante por el Great Western Railway.

### En el siglo XX

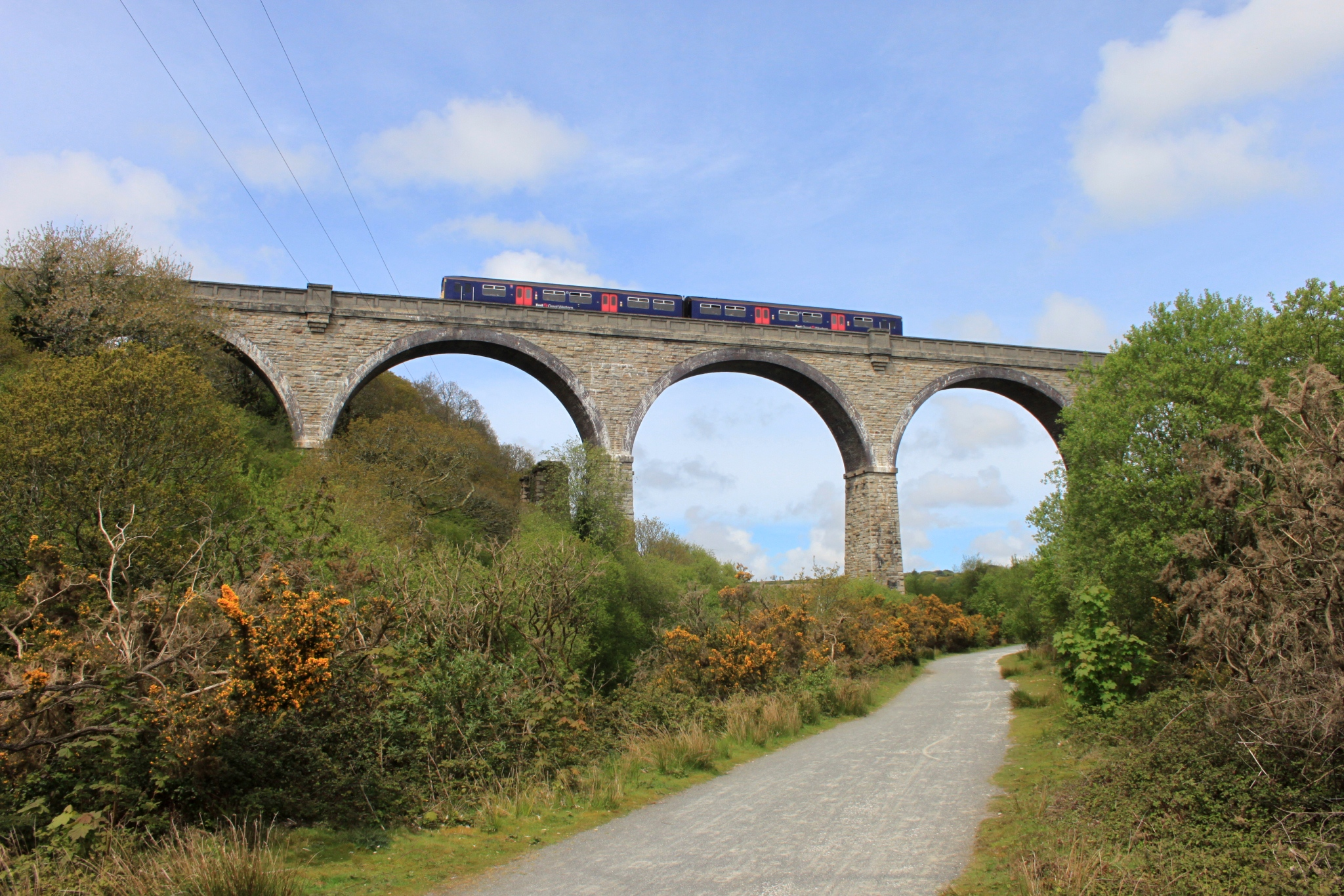
Viaducto de Carnon cerca de Perranwell en la línea Falmouth, sobre la ruta del Ferrocarril de Redruth y Chasewater

En el siglo XX, el Great Western Railway alentó estos dos tipos de tráfico, al operar trenes de mercancías rápidos con destino a Londres y otros centros de población, y al promocionar fuertemente las oportunidades de vacaciones en Cornualles organizando sugestivos servicios de trenes con este propósito. De forma paralela, también se desarrolló tráfico de minerales.
Habiendo sido construida a bajo costo, la ruta era difícil de operar a medida que aumentaban las velocidades y la densidad del tráfico, ya que muchas curvas cerradas y pendientes muy pronunciadas impedían una operación eficiente. Muestra de ello es que los sábados de verano en años posteriores se registraron fuertes retrasos por congestión. Aunque el Great Western Railway realizó algunas mejoras en la línea de Cornualles, la compleja orografía de la zona atravesada por la línea principal hizo que las mejoras a gran escala fueran prohibitivamente caras.
Desde mediados de la década de 1960, cuando los turistas comenzaron a buscar en el extranjero unas vacaciones bajo el sol, la Riviera de Cornualles inevitablemente decayó, aunque sigue existiendo un tráfico residual significativo. El tráfico de minerales también se mantuvo. Los trenes de pasajeros directos de Londres continuaron operando y la ruta ferroviaria original de Cornualles sigue siendo la columna vertebral del negocio ferroviario en el condado.

## Orígenes
En el momento de la ascensión de la reina Victoria al trono en 1837, Falmouth (con Penryn) era el centro de población más grande de Cornualles, con 12.000 habitantes. Había sido una importante estación de avituallamiento para la navegación mercante durante las guerras napoleónicas, pero Southampton se vio favorecida cada vez más por el continuo tráfico de paquetes, debido a su conexión marítima costera y por carretera más eficiente con Londres. Aunque se habían dado garantías oficiales sobre la retención de ciertos tráficos, la construcción del Ferrocarril de Londres y Southampton, planteada en firme en 1830 y completada en 1840, alarmó a los empresarios de Falmouth, y en general se acordó que se necesitaba con urgencia una conexión ferroviaria con Londres. De hecho, el gobierno anunció la transferencia de todo el tráfico de paquetes excepto el de América del Sur a Southampton en 1842.
Las primeras propuestas de un ferrocarril hasta Cornualles, realizadas en 1835 y 1836, favorecían una ruta que seguía ampliamente el Antiguo Camino a través de Launceston y Okehampton, y hacia Basingstoke o Reading. Esta enorme empresa fracasó por falta de fondos, pero estableció la presunción de que la parte de esta ruta al oeste de Exeter, la "Ruta central", era la elección natural, y que la ruta costera no lo era. La Ruta Central tenía la principal ventaja de proporcionar el trayecto más corto hasta Londres, ya que el objetivo era asegurar el tráfico de paquetes. El terreno intermedio estaba en gran parte despoblado. Se atravesaban grandes altitudes, pero la topografía era más fácil que una ruta siguiendo la costa sur debido a los múltiples valles y ensenadas de los ríos cercanos a la costa.
Se presentaron propuestas posteriores de líneas en el entorno de Exeter, que fracasarían por falta de apoyo financiero y que acabarían siendo asumidas por el Ferrocarril de Londres y del Suroeste (L&SWR), que se estaba extendiendo muy gradualmente hacia el oeste. No obstante, se había formado un comité para crear el "Ferrocarril de Cornualles", y el capitán William Moorsom había preparado planos detallados con la propuesta de una ruta.

## Propuestas rechazadas por el Parlamento

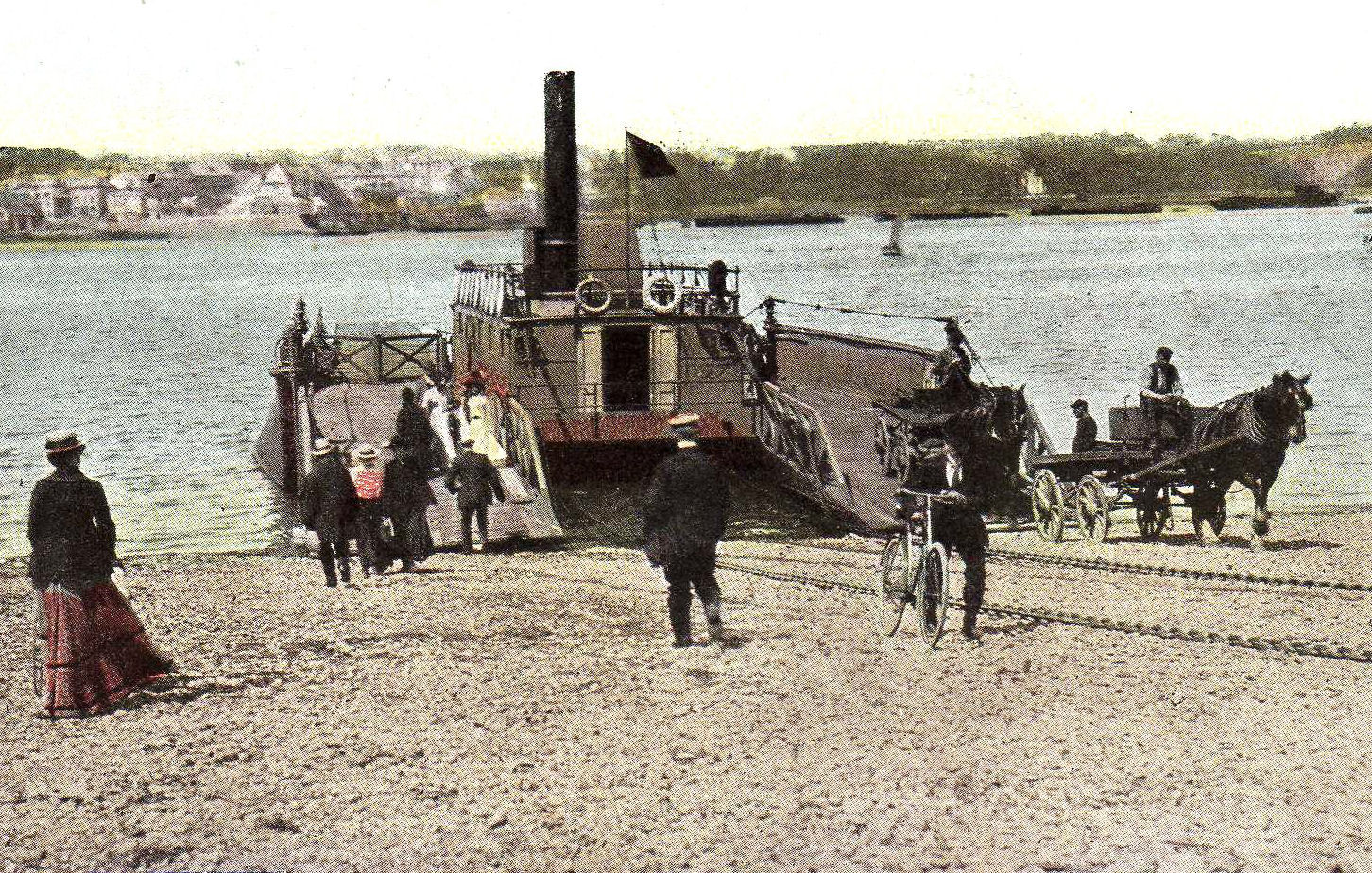
Ferry de Torpoint en 1894 (vista hacia el oeste); Moorsom planeó usarlo para transportar trenes de pasajeros

El 29 de mayo de 1842, el Gobierno anunció que casi todo el tráfico de paquetes se transferiría a Southampton. Las previsiones de tráfico del Ferrocarril de Cornualles habían presupuestado unos ingresos de 123.913 libras por paquetería, sobre un ingreso total estimado en 160.548 libras. Por lo tanto, la Ruta Central, sin pasar por los centros de población del sur de Cornualles, había perdido de golpe el 80% de sus ingresos potenciales. Al mismo tiempo, el Ferrocarril de Brístol y Exeter había llegado a Exeter, y ya estaba definitivamente planeado el Ferrocarril del Sur de Devon para conectarse con Plymouth. Una ruta hacia el sur para el Ferrocarril de Cornualles, para llegar a Plymouth, aseguraría un tráfico intermedio considerable y acortaría la ruta que la empresa necesitaría construir.
En agosto de 1843, W. Tweedy, presidente del comité provisional del Ferrocarril de Cornualles, y William H. Bond, su secretario, se dirigieron al Great Western Railway (GWR), y descubrieron que era favorable a la idea de una conexión entre el Ferrocarril de Cornualles y el Ferrocarril del Sur de Devon (con el que el GWR mantenía una relación amistosa), pero solo si el Ferrocarril de Cornualles adoptaba la ruta sur.

### Cruzando el Hamoaze

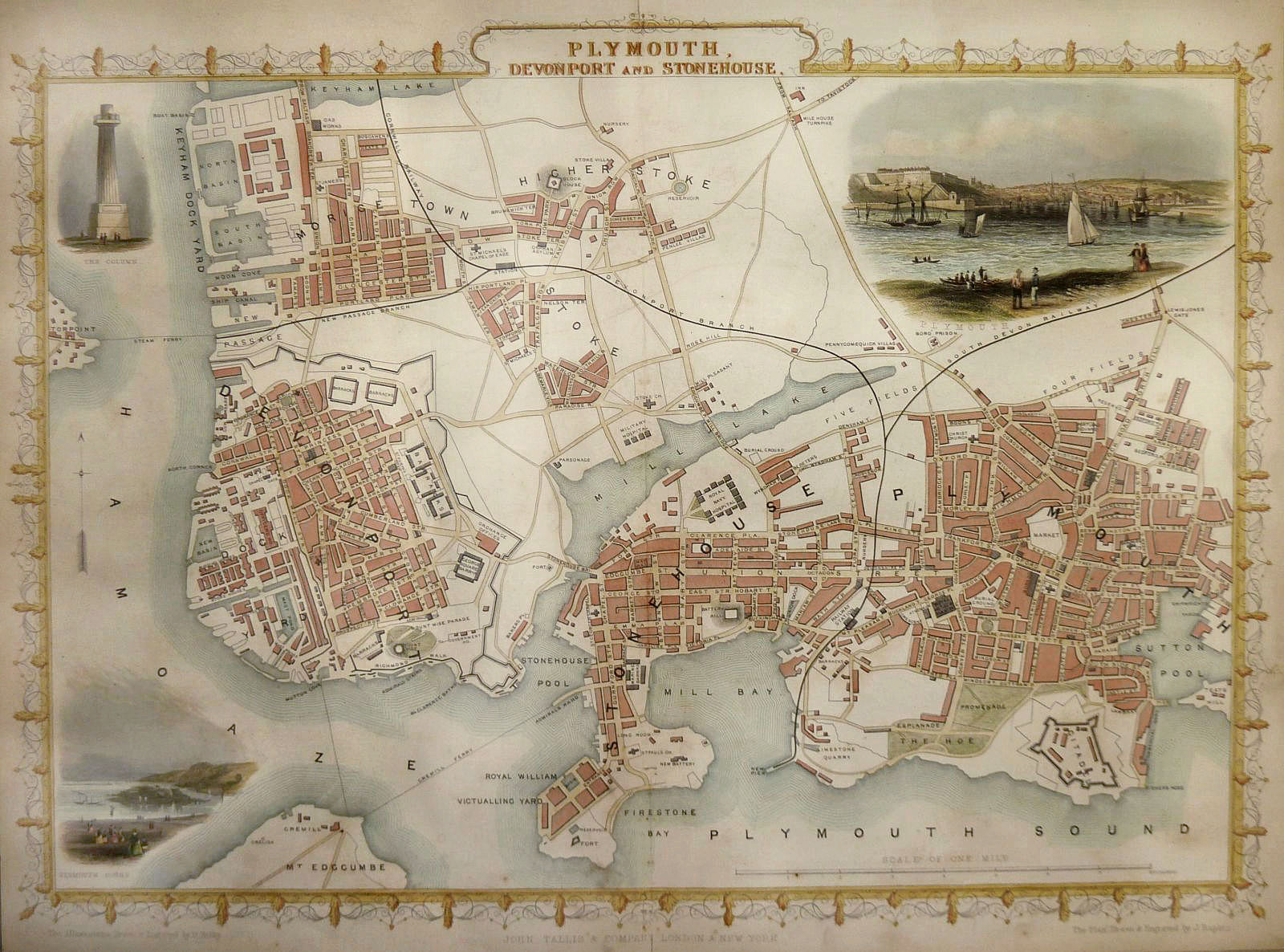
Mapa de Plymouth y Devonport alrededor de 1854
La ruta de Moorsom al "Steam Ferry" se muestra como "New Passage Branch" (en realidad no está construida).
El Ferrocarril del Sur de Devon originalmente iba a construir un ramal a Devonport, y el Ferrocarril de Cornualles partiría de allí

Se rechazó la asistencia directa del GWR, pero se les animó a promover un plan independiente, y en el otoño de 1844 se presentó el prospecto del Ferrocarril de Cornualles. El Comité había favorecido firmemente la ruta del sur, pero muchas partes interesadas continuaron apoyando el trazado por el norte. De hecho, esta controversia persiguió a la empresa durante años, incluso extendiéndose a los partidarios de la ruta del norte que se oponían al proyecto de ley del Ferrocarril de Cornualles en el parlamento. Por su parte, el capitán Moorsom había diseñado una ruta con numerosas curvas de pequeño radio y pendientes excepcionalmente pronunciadas, lo que lo expuso a las críticas de respetados ingenieros ferroviarios.

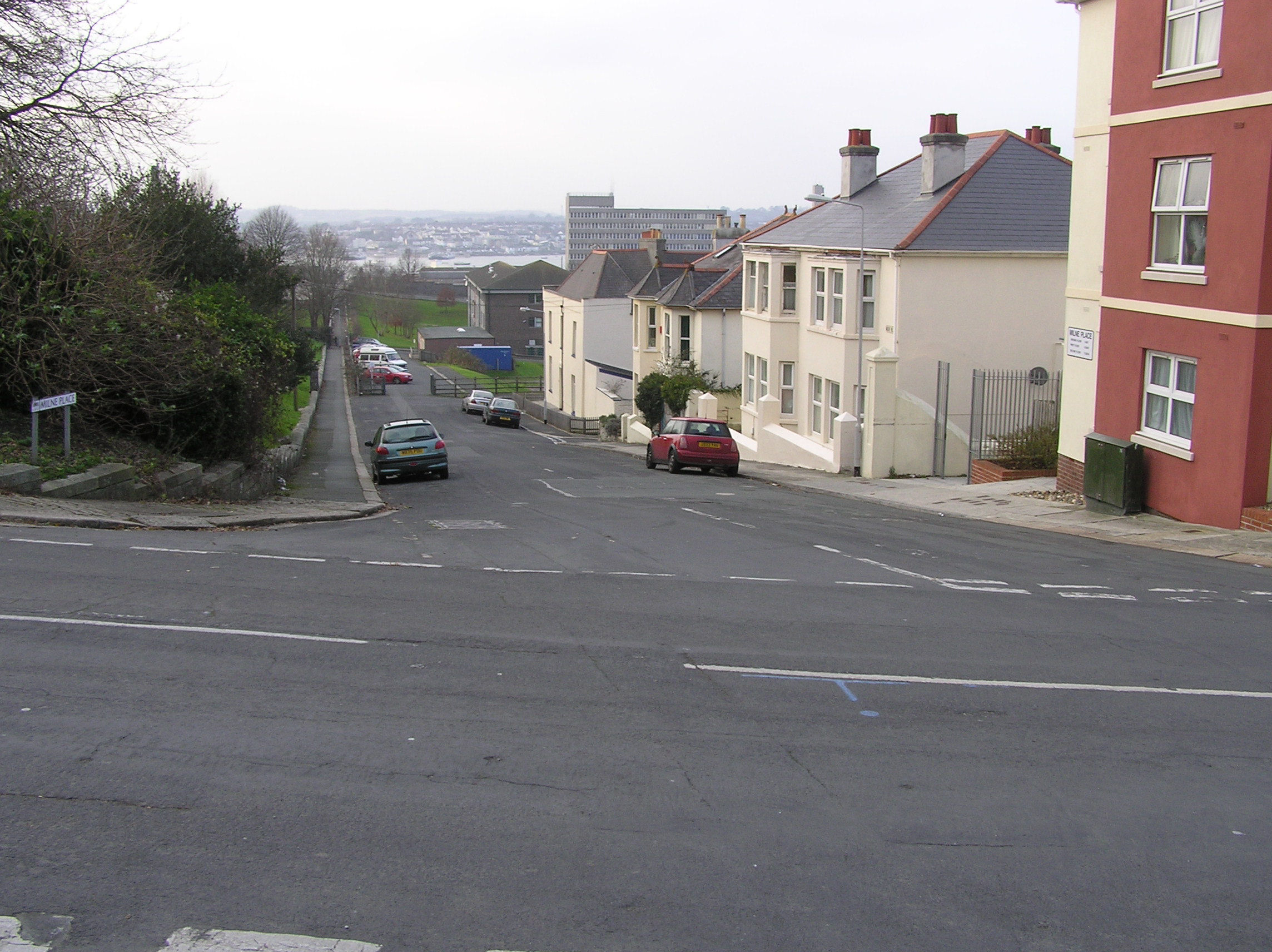
Vista hacia abajo desde Milne Place hacia el ferry. La ruta de Moorsom debería haber descendido esta pendiente

La línea se presentó para la sesión de 1845 del Parlamento. El capitán Moorsom volvió a ser designado el ingeniero responsable del trazado. La línea iba desde Eldad en Plymouth, el término occidental previsto del Ferrocarril del Sur de Devon, hasta Falmouth. Desde Eldad debía descender con una pendiente 1 en 30 (cerca de la actual Ferry Road) para acceder al ferry de vapor entre cadenas (descrito en ese momento como un "puente flotante" o "puente de vapor") en Torpoint, o "Nuevo Pasaje ", y discurrir hacia el oeste, al sur del río Lynher, subiendo para cruzar Polbathick Creek por un puente levadizo de madera, hasta St Germans. Desde unas pocas millas al oeste de ese punto, seguiría el curso de la ruta actual, pero con curvas más numerosas y pronunciadas y pendientes más fuertes, dirigiéndose a Liskeard, cerca de Bodmin y Lostwithiel, luego hacia Par y St Austell hasta cerca de Probus. Desde ese punto, la línea se habría desviado (de la ruta actual) hacia Tresillian, cruzando el río Truro por un viaducto de 600 pies (182,9 m) de longitud al sur de la ciudad, hasta Penryn, cruzando el río Penryn desde el norte por un terraplén y un puente levadizo para llegar a Falmouth.
El transbordador de Torpoint había estado en funcionamiento desde al menos 1834, habiendo sido desarrollado por J. M. Rendel. Moorsom parece no haber pensado mucho en los aspectos prácticos de usar este punto de cruce, que habría implicado dividir los trenes y luego mover hacia el transbordador cada parte por una pendiente muy pronunciada; para luego, una vez al otro lado del río tras cruzarlo en el ferry, remolcar cada porción a lo largo de otra fuerte rampa y tener que componer de nuevo el tren.
Los partidarios de la Ruta Central pudieron señalar las dificultades prácticas de la solución planteada por Moorsom; y el propio Rendel manifestó su testimonio al respecto:

El Sr. Rendell (sic), ingeniero, declaró que él construyó los actuales transbordadores de vapor o puentes en el Hamoaze. Estos eran accionados por cadenas, que se extendían a ambas orillas; y cuando el viento y la marea eran fuertes, las cadenas formaban una especie de arco, y la plataforma [la cubierta del bote] no estaba en ángulo recto con el lugar de atraque. Por lo tanto, surgiría una dificultad considerable al poner los rieles del puente tan inmediatamente en contacto con los rieles del punto de atraque, [para] que los trenes pudieran entrar y salir del puente con facilidad y seguridad; además de eso, surgió una dificultad por la gran carrera de la marea, que en primavera no era menos de 18 pies (5 m). [Él] era de la opinión de que si un tren se detuviera, dividiera y colocara sobre el puente de vapor, y aterrizara en el lado opuesto del Hamoaze, lo abordara y lo pusiera en movimiento, se ocasionaría una gran demora, independientemente de los siete u ocho minutos del cruce, de ocho a doce minutos por cada lado.

### Penryn

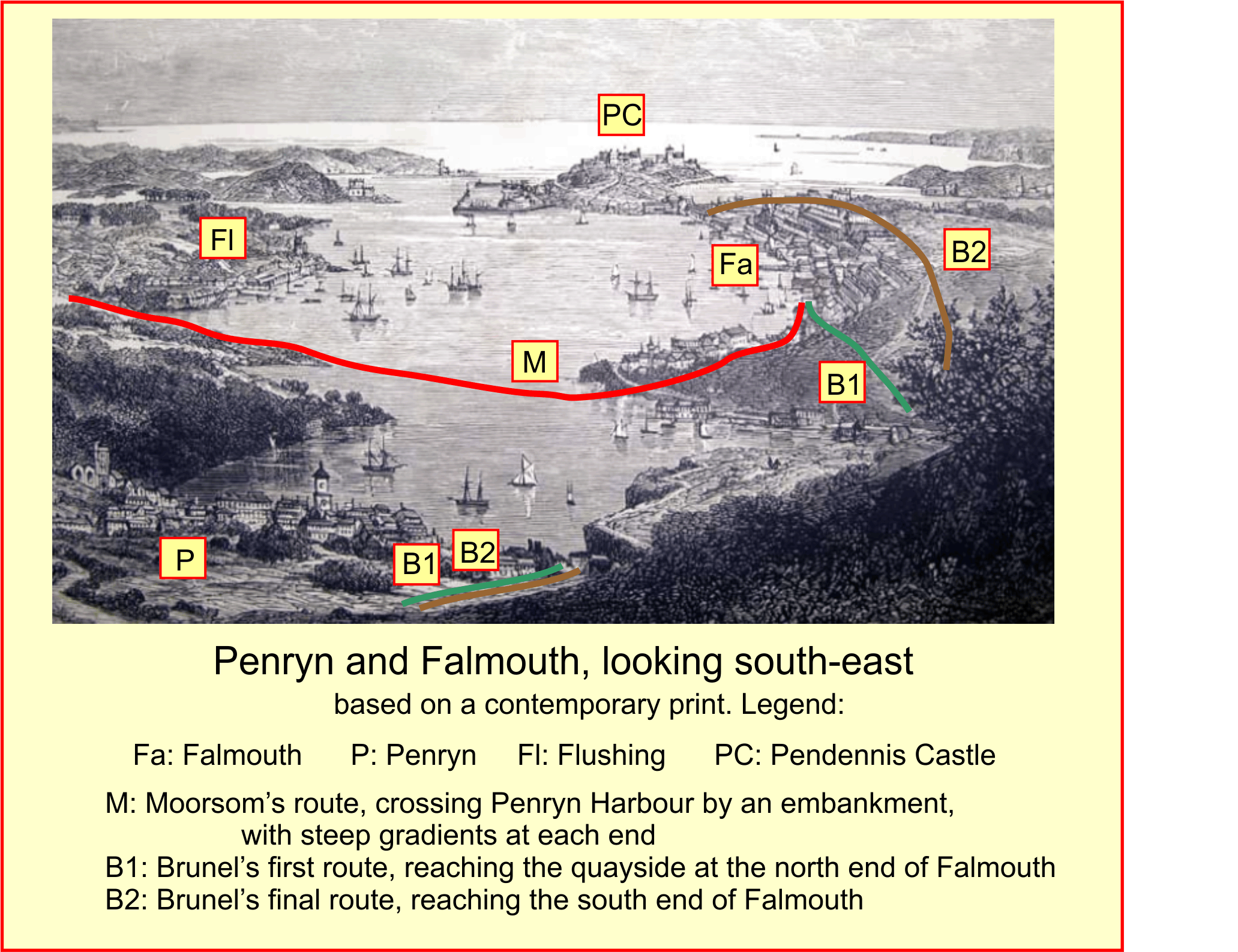
Puerto de Falmouth que muestra el diseño de rutas sucesivas

El terraplén a través de Penryn Creek estaba igualmente mal pensado. La solución planteada consistía en un terraplén (o viaducto) con un puente levadizo para permitir el paso de los barcos al puerto de Penryn. El canal estaba sometido al efecto de las mareas, por supuesto, y los veleros requerían de un amplio gálibo para acceder al canal, y además necesitaban hacerlo con la marea alta. En consecuencia, era necesario adoptar fuertes pendientes en el ferrocarril a ambos lados del punto de cruce. Además, se aportaron pruebas de que la obstrucción del valle generada por el terraplén de Moorsom lo hacía bastante inaceptable, y se habían presentado varios "memoriales" a tal efecto. En su testimonio ante el Comité de los Lores, Moorsom parecía saber poco sobre las objeciones formales planteadas a su proyecto.

### El sistema atmosférico
Moorsom planeó usar un sistema atmosférico como medio de tracción, que consistía en colocar un tubo entre los carriles y un coche equipado con un pistón que corría en el interior del tubo impulsaba el tren. No se requería una locomotora de vapor, dado que se utilizaban máquinas de vapor estacionarias para evacuar el aire del tubo. Las ventajas de este sistema parecían considerables: no había necesidad de transportar el peso de la locomotora (ni de su combustible y agua) en el tren; se podía aplicar más potencia de tracción de la que podían proporcionar las primeras locomotoras; y las colisiones por alcance se consideraban imposibles. El sistema había estado operando, aparentemente con éxito, en una sección de 1+3/4 de milla (2,8 km) del Ferrocarril de Dublín y Kingstown (D&KR) y, con menos éxito, en el Ferrocarril de Londres y Croydon. Parecía particularmente apropiado para líneas de pendiente pronunciada como el Ferrocarril de Cornualles, y se planeó para su uso en el Ferrocarril del Sur de Devon.
Después de una inspección de la sección de Dalkey del D&KR, Moorsom informó al Comité Provisional en estos términos:

Soy de la opinión de que el sistema es aplicable con certeza y eficiencia al Ferrocarril de Cornualles. Que se obtenga potencia suficiente para hacer funcionar los trenes, que creo que requerirá vuestro tráfico, a una velocidad media de 30 millas por hora para trenes de pasajeros, y de 15 a 20 millas por hora para mercancías, incluyendo paradas en ambos casos, y que los trenes especiales pueden ser despachados a mayor velocidad si es necesario.

El costo de capital, incluido el tendido del tubo y la construcción de las casas de máquinas, aparentemente no sería más costoso que una línea de locomotoras sin ellas:

Me inclino a creer que ... podemos encontrar que el costo original o principal no exceda lo que hemos contemplado todo el tiempo para dotar de locomotoras a la línea, unas 800.000 libras. ... El costo anual probablemente se reducirá en un 20 por ciento por debajo de lo que hemos contemplado hasta ahora, y el público tendrá la comodidad de trenes más frecuentes, lo que nuevamente reaccionará con un aumento del tráfico.

El informe del periódico continúa:

El capitán Moorsom recibió instrucciones de inspeccionar la línea entre Falmouth y Plymouth, cuya distancia encontró que era de unas 66 millas sobre el trazado seleccionado. Utilizando la tracción atmosférica en esta línea, los trenes pueden circular de Falmouth a Plymouth en 2 1⁄2 horas, atravesando el Tamar sin cambio de vagón por medio del puente de vapor.

En consecuencia, el proyecto de ley de 1845 incluía la intención de utilizar el sistema atmosférico. Sin embargo, un informe parlamentario sobre la aplicación del sistema atmosférico en los ferrocarriles en general no fue concluyente y solo contribuyó a sembrar más dudas.

### Rechazo al proyecto de ley de 1845
El resultado de la presentación del proyecto de ley de 1845 fue que se probó el preámbulo, pero que el Comité en la Cámara de los Lores rechazó el proyecto de ley: esto significaba que se aceptaba la conveniencia de la línea, pero que el detalle del diseño de Moorsom se consideraba inseguro.

## Por fin un proyecto viable
A pesar del revés, los partidarios de la línea sabían que estaban cerca de obtener la aprobación. Como resultado, Moorsom fue despedido y se le pidió a Isambard Kingdom Brunel que diseñara un nuevo proyecto para la sesión de 1846. Brunel contrató a William Johnson, en quien confiaba plenamente, para inspeccionar y rediseñar la línea. Esta fue una revisión completa y fresca y no simplemente una puesta en orden del trabajo de Moorsom. Estuvo listo en tres meses y se presentó en el Parlamento con un nuevo proyecto de ley el 30 de noviembre de 1845.
Partiendo de Eldad, la ruta se curvaría hacia el norte y cruzaría el río Tamar a unas dos millas por encima de Torpoint, por un puente fijo, que pasaría cerca de la orilla norte del Lynher hasta St Germans. Al oeste de ese lugar, siguiendo el curso general del diseño de Moorsom, mejoró considerablemente las curvas y pendientes. Desde Probus, la línea correría ahora hasta el margen norte de Truro y luego hacia el sur en dirección a Falmouth. Esto evitó el cruce del río Truro y el objetable cruce en Penryn. A estas alturas, las deficiencias en el sistema atmosférico se estaban volviendo evidentes y no se supo nada más de ese sistema para el Ferrocarril de Cornualles.

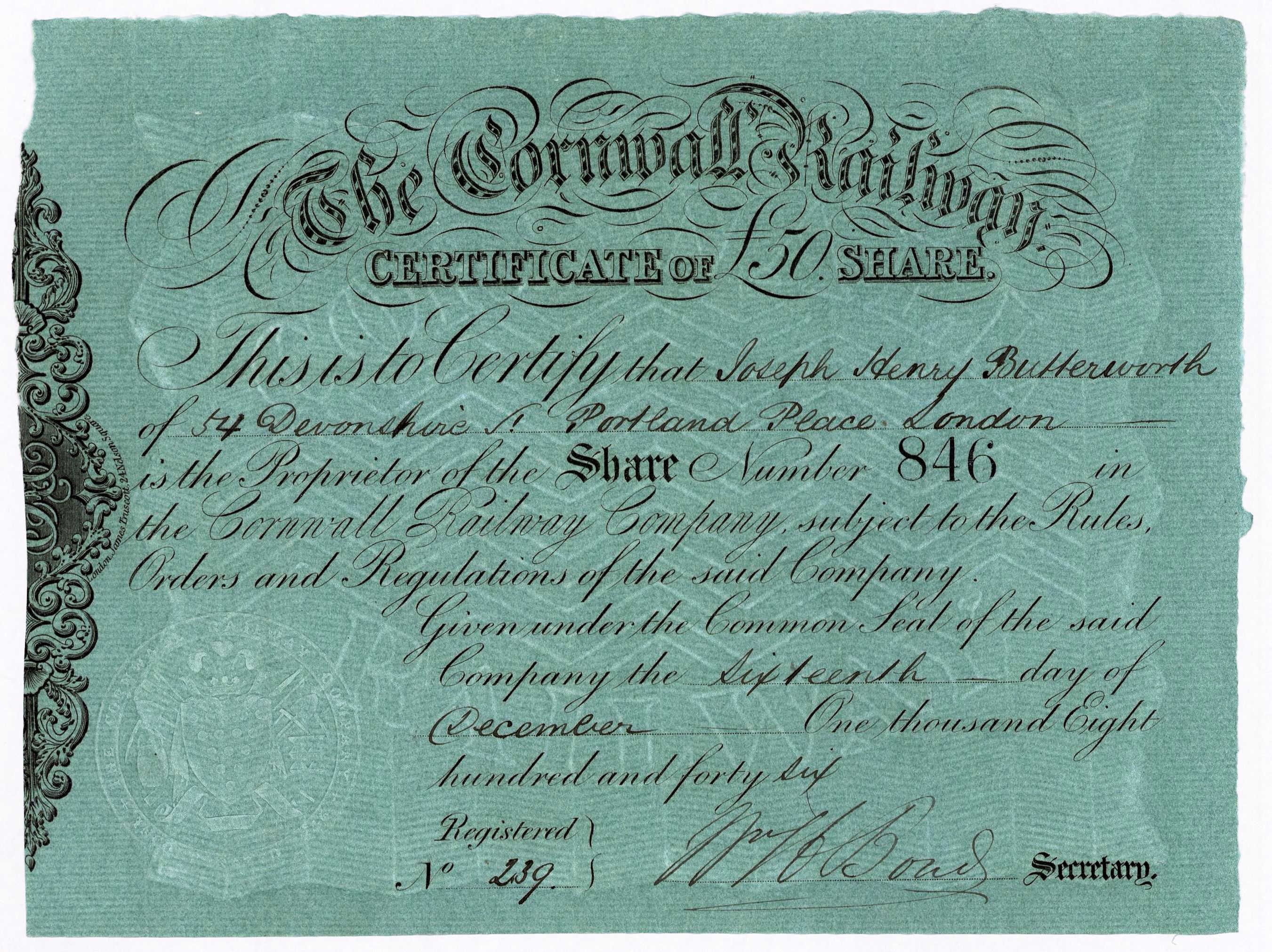
Acción de la Compañía del Ferrocarril de Cornualles, emitida el 16 de diciembre de 1846

Aunque la magnitud del cruce del río Tamar era abrumadora, Brunel fue muy persuasivo al brindar evidencias que respaldaban su propuesta. De hecho, el proyecto de ley admitía la posibilidad de utilizar el transbordador de Hamoaze, pero el Parlamento se decantó porque se realizase el puente. Los detalles de cómo se construiría el puente en Saltash todavía no se habían detallado en esta etapa, y es posible que los poderes de persuasión de Brunel lograran evitar que se incidiera en esta cuestión.
Finalmente, la línea iba a tener una longitud de 63 millas 45 cadenas (101,39 km). El capital social autorizado era de 1.600.000 libras esterlinas con poderes de endeudamiento de 533.333 libras esterlinas, y las Empresas Asociadas (GWR, B&ER y SDR como bloque) estaban autorizadas a suscribir parte del capital. Iba a haber ramales a Padstow, al Ferrocarril de Liskeard y Caradon y a los muelles de Truro y Penryn, y se autorizó a la Compañía a comprar el Ferrocarril de Bodmin y Wadebridge, el Ferrocarril de Liskeard y Caradon y el Ferrocarril de Liskeard y Looe Union Canal, aunque ninguno de los ramales y compras se ejecutaron en la forma prevista en la Ley. La línea debía tener el mismo ancho de vía que el GWR.
El plan obtuvo la aprobación real el 3 de agosto de 1846.

## Comienzo de los trabajos

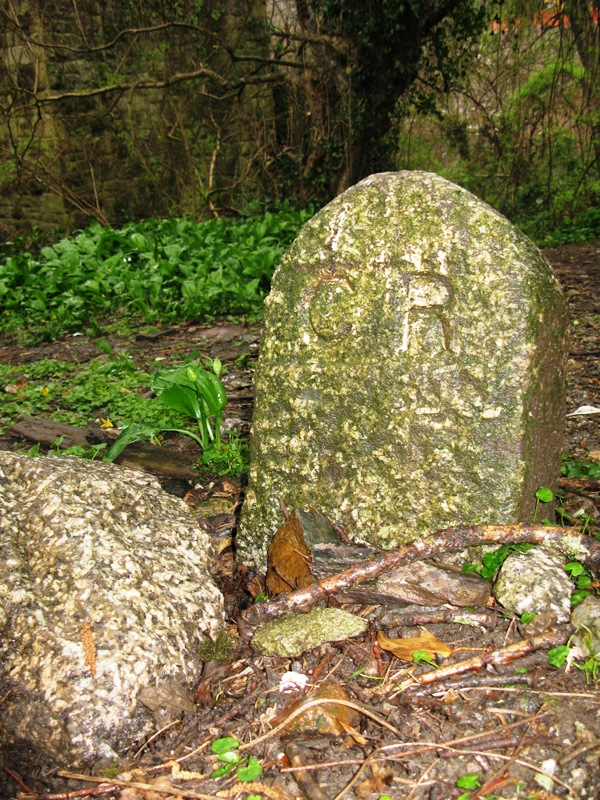
Un mojón del Ferrocarril de Cornualles cerca de Penryn

En ese momento, se había desatado la depresión financiera general que siguió al desmedido auge de los nuevos ferrocarriles en Gran Bretaña y, aparte de pequeñas realizaciones cerca de St Austell, se avanzó poco en la construcción de la línea, si se exceptúa la investigación del lecho del río Saltash necesaria para realizar el puente, completada en marzo de 1848.
La manía ferroviaria fue un fenómeno en el que se propusieron una gran cantidad de proyectos, cuando los inversores imaginaban que las grandes ganancias de la inversión eran seguras. Muchos se comprometieron en exceso y perdieron grandes sumas de dinero, que se volvió escaso incluso para propuestas claramente viables, ya que los potenciales suscriptores simplemente carecían de fondos. Al mismo tiempo, los precios de la mano de obra y de los materiales de construcción aumentaron sustancialmente.
En una reunión celebrada en febrero de 1851, Brunel informó a los directores que si la propuesta se redujera a vía sencilla, la ruta completa podría construirse por 800.000 libras esterlinas, incluido el cruce del Tamar y todas las estaciones. En abril de 1852 los directores propusieron una reestructuración del capital que redujo el compromiso de los suscriptores. No obstante, muchos suscriptores incumplieron su compromiso, pero la nueva disposición financiera permitió a los directores continuar con la construcción entre Truro (desde el Ferrocarril del Oeste de Cornualles cerca de Penwithers Junction) y St Austell, y poco después hasta Liskeard, alrededor de 37 millas (59,5 km) en total, así como, en enero de 1853, la licitación de un contrato por 162.000 libras esterlinas para la construcción del puente sobre el Tamar.
Sin embargo, la grave escasez de dinero redujo aún más el progreso de las obras, ya que los accionistas no respondieron a las convocatorias (en las que deberían haber pagado sus acciones a plazos) y, en el verano de 1854, más de la mitad de las acciones de la empresa se habían perdido por esta causa. Los directores ahora se acercaron a las Compañías Asociadas (un consorcio del Great Western Railway, el Ferrocarril de Bristol & Exeter y el Ferrocarril del Sur de Devon) en busca de ayuda financiera, y en junio de 1855 se acordó un contrato de arrendamiento de la línea, por el cual las tres compañías asociadas garantizaron las Obligaciones de la compañía del Ferrocarril de Cornualles (mediante préstamos bancarios). Esto alivió considerablemente las dificultades financieras, lo que permitió seguir tramitando contratos de obra.
La construcción del puente de Saltash comenzó en mayo de 1854 con la flotación del "Gran Cilindro", el cajón que se usaría para construir la cimentación de la pila centrada en el cauce del río. En octubre de 1855, el contratista Charles John Mare (que construyó el puente del Tamar), no pudo ejecutar la cimentación prevista, y después de un retraso, la propia empresa del ferrocarril reemprendió la continuación del trabajo, bajo la supervisión de Robert Pearson Brereton, asistente de Brunel. La enorme empresa avanzó lentamente, pero se completó en 1859. El puente se diseñó con una longitud de 730 yardas (667,5 m), con dos grandes tramos principales cada uno de 455 pies (138,7 m) y numerosos tramos laterales. El costo total fue de 225.000 libras (equivalentes a unas 23 977 266 £ en 2021).  Una descripción más completa del puente y su construcción se encuentra en el correspondiente artículo dedicado al puente Royal Albert.
Al este del puente, el Ferrocarril del Sur de Devon había planeado ejecutar un ramal a Devonport desde su estación de Plymouth en Millbay, inaugurada con su línea en abril de 1849. La compañía de Cornualles les compró el ramal en 1854 y lo amplió en 1858 para unirse con el puente de Tamar. La compañía del Sur de Devon amplió su estación para manejar el tráfico de Cornualles y acordó usar la primera media milla de su vía férrea desde Millbay hasta la divergencia del Ferrocarril de Cornualles. Se estableció un Comité Conjunto con la empresa del Sur de Devon para supervisar el funcionamiento de la estación de Mill Bay.
La construcción de la sección de la ruta entre Truro y Falmouth se había encargado a un contratista, Sam Garratt, que se declaró en quiebra, por lo que la mencionada sección de Falmouth no se prosiguió en esta etapa.

### Apertura
Todo estaba prácticamente listo, y un tren había recorrido el trazado de Plymouth a Truro el 12 de abril de 1859. En una ceremonia  realizada el 2 de mayo de 1859, el príncipe consorte Alberto inauguró el nuevo puente, dando su consentimiento para llamarlo Puente Real Alberto. La línea se abrió desde Plymouth hasta Truro para trenes de pasajeros el 4 de mayo de 1859 y los trenes de mercancías comenzaron a circular el 3 de octubre de 1859. Los trenes de pasajeros se limitaron a 30 millas por hora (48,3 km/h) en todo el trazado y los trenes de mercancías a 15 millas por hora (24,1 km/h). Debido a la escasez de dinero, la flota de material rodante era muy pequeña y el servicio de trenes reducido, con los ingresos correspondientemente bajos.
Se presentaron ciertas dificultades durante la construcción de la estación de Bodmin (ahora Bodmin Parkway). Inicialmente, se planeó que estuviera en un lugar llamado Glynn, pero el propietario de los terrenos "originalmente había presionado para que el ferrocarril se ocultara en un túnel, un lujo que la empresa no podría permitirse". En consecuencia, había una estación temporal en Respryn, un poco al oeste; hasta que se pudiera completar la estación adecuada, de forma que "el tráfico de Bodmin se acomodó en un cobertizo de madera temporal erigido cerca de [Respryn]". La estación propiamente dicha "se completó poco después de la inauguración [del ferrocarril"].

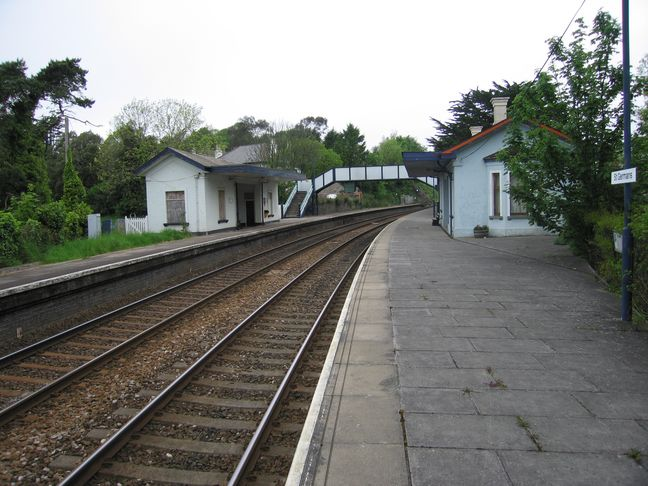
Estación de St Germans, abierta en 1859 y todavía operativa

Después de un lento comienzo comercial, en agosto de 1861 los directores de la empresa manifestaron su satisfacción por el hecho de que se hubieran transportado grandes volúmenes de pescado, patatas y coles desde el oeste de Cornualles, llevados hasta Truro por el Ferrocarril del Oeste de Cornualles, que tenía una línea de Penzance a Truro. Dado que la línea del Oeste contaba con un menor ancho de vía que el Ferrocarril de Cornualles, todas las mercancías tenían que transbordarse de unos vagones a otros en Truro.

### Extensión a Falmouth y pérdida del control de la línea
Los directores querían extender su línea hasta Falmouth, el objetivo original de la línea, pero el dinero seguía siendo muy difícil de conseguir, y una vez más la empresa tuvo que recurrir a pedir financiación a las Empresas Asociadas, que se obtuvo a cambio de un arrendamiento de 1000 años, un acuerdo que fue autorizado por la Ley del Parlamento en 1861. Se estableció un Comité Conjunto de Administración, compuesto por cuatro directores del Ferrocarril de Cornualles, tres del Sur de Devon, tres del Bristol & Exeter y dos del Great Western.
Se comenzó la construcción de la ampliación hacia Falmouth, que se inauguró el 24 de agosto de 1863 (los trenes de mercancías comenzaron a circular el 5 de octubre). Desde que se habían establecido los planes iniciales del ferrocarril, Se había abierto un nuevo muelle en Falmouth y, a pesar de la disminución de la importancia de los muelles de Falmouth para la compañía ferroviaria, se realizó una extensión de las vías a esa ubicación y se conectó con la propia red ferroviaria de la Dock Company, que se completó en enero de 1864.
El Ferrocarril del Oeste de Cornualles se había abierto como una línea de vía estándar, pero había una disposición legal que permitía al Ferrocarril de Cornualles exigir que se instalaran rieles de vía ancha. Dado que esta posibilidad obviamente conducía a una operación más eficiente, la compañía de Cornualles hizo valer la cláusula en 1864. La compañía del Oeste de Cornualles estaba atravesando las mismas graves penurias financieras que el Ferrocarril de Cornualles, y tuvo que entregar su línea a las Compañías Asociadas, quienes instalaron ellas mismas los rieles de vía ancha. La adquisición entró en vigor el 1 de julio de 1865 y los trenes de mercancías de vía ancha comenzaron a funcionar el 6 de noviembre de 1866, con trenes de pasajeros a partir del 1 de marzo de 1867. Esto mejoró significativamente las operaciones, y con los trenes de pasajeros viajando directamente entre Penzance y Londres, se enfatizó el carácter secundario de la línea de Falmouth, habiendo quedado olvidada por completo tiempo atrás la idea de recuperar el tráfico de paquetes.
Las Compañías Asociadas se fusionaron dentro del Great Western Railway a principios de 1876, y esta compañía era ahora el único arrendatario de la línea de Cornualles. El Comité Conjunto de Administración pasó a constar de ocho directores del Great Western y de cuatro directores del Ferrocarril de Cornualles.

## Los ingresos aumentan pero los gastos se disparan
En los años siguientes se produjo una pequeña mejora en la situación financiera de la empresa, pero los viaductos de madera siempre habían sido un lastre debido a su elevado coste de mantenimiento, de unas 10.000 libras esterlinas al año. La sustitución de algunos de ellos por motivos de urgente necesidad técnica había comenzado en 1871 y continuaba progresivamente; se estaban construyendo con un ancho adecuado para una línea de vía doble estándar, aunque por el momento era una vía ancha sencilla. El trabajo estaba siendo ordenado por el Comité Conjunto de Gestión, pero en noviembre de 1883, los directores minoritarios del Ferrocarril de Cornualles señalaron que autorizar obras tan importantes era un asunto de la junta directiva; y los directores originales del Ferrocarril de Cornualles eran mayoría allí. El bloqueo de la situación se sometió a arbitraje, dictaminándose que, según los términos del contrato de arrendamiento, el ferrocarril se mantendría como una línea de vía ancha. Como el cese final de la explotación de las vías de gran ancho ya era evidente, esta resolución frustró cualquier progreso práctico en la adaptación de la línea y, de hecho, no se iniciaron nuevas reconstrucciones de viaductos mientras existió la compañía de Cornualles.
En el año contable que terminó en junio de 1879, los ingresos brutos fueron de 125.034 libras (equivalentes a 13 525 089 £ en 2021), en comparación con un promedio de 130.000 libras anuales en años anteriores. Las pérdidas acumuladas desde junio de 1866 ascendieron a 149.384 libras (equivalentes a unas 16 159 060 £ en 2021);  un promedio de 11.000 libras por año. Una reunión celebrada en septiembre de 1879 concluyó con un injustificado optimismo que podrían pasar algunos años antes de que se produjera un superávit para el pago de dividendos, pero que aún quedaba un valor final en las acciones del Ferrocarril de Cornualles. De hecho, la existencia separada de la compañía estaba llegando a su fin, y en 1888 los accionistas ordinarios aceptaron una compra en efectivo de sus acciones, y la Compañía del Ferrocarril de Cornualles se disolvió el 1 de julio de 1889, pasando la línea a ser propiedad del Great Western Railway.

## Absorción por parte del Great Western Railway

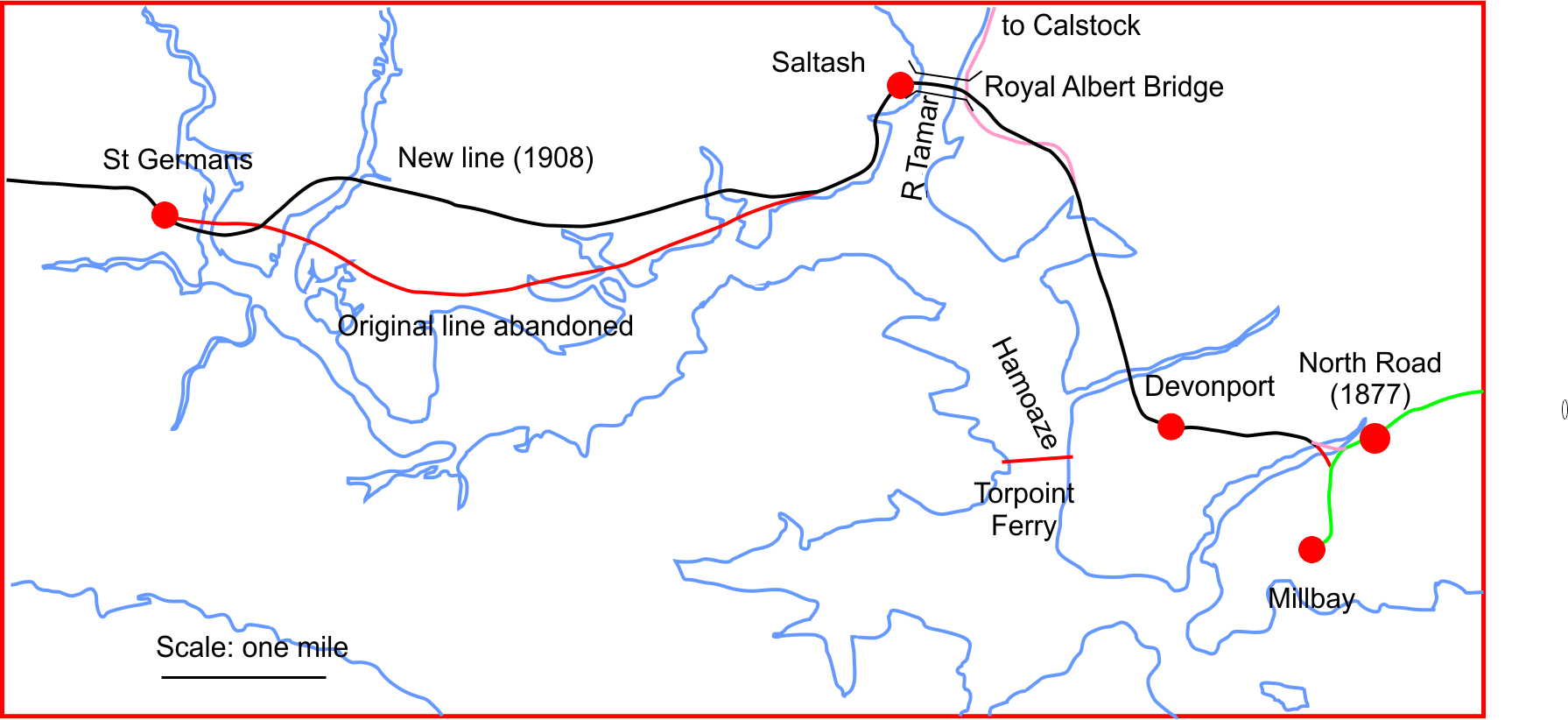
Desvío de St Germans

El servicio de trenes durante los años del Ferrocarril de Cornualles había sido de cinco trenes de pasajeros en cada sentido diariamente, haciendo escala en todas las estaciones, con un tren adicional en cada sentido en los meses de verano. Además de las propias estaciones, había paradas en los andenes de Truro y Falmouth, y el tiempo de viaje era de dos horas y 30 minutos de Plymouth a Truro (53 millas (85,3 km)) y media hora más a Falmouth (13 millas (20,9 km)). El servicio de Penzance a Londres se realizaba en una serie de vagones que se trasvasaban de un tren a otro. Durante un tiempo, el Great Western Railway no hizo ningún esfuerzo por mejorar el servicio de trenes, centrándose en otros problemas más perentorios.
Se había tomado la decisión de unificar el ancho de vía en toda la línea de Cornualles (en común con el resto de las líneas de vía ancha que aún se mantenían en la ruta), de forma que durante un solo fin de semana se pudieron completar los trabajos, abriéndose como un trazado de ancho estándar con un servicio completo de trenes en la mañana del lunes 23 de mayo de 1892.
La línea era de vía única en todo momento, excepto por un poco más de una milla desde cerca de Millbay hasta Devonport, pero en 1893 se abrieron progresivamente más secciones de la línea en vía doble y, a principios de 1904, solo el puente Royal Albert y una sección de unas cinco millas desde allí hasta St Germans permaneció en vía única. Se estaba llevando a cabo un trabajo similar en la línea del antiguo Ferrocarril del Oeste de Cornualles, permitiendo que la ruta de Plymouth a Penzance se explotara como una línea completa más.
La sección de Saltash a St Germans se omitió debido a la puesta en servicio de un desvío interior que se abrió para trenes de mercancías el 23 de marzo de 1908 y para trenes de pasajeros el 19 de mayo. El antiguo tramo de la ruta fue luego cerrado y abandonado. Esto dejó al puente Royal Albert como la única sección de una sola vía en la línea principal a Truro (Penwithers Junction). El ramal de Falmouth nunca se duplicó.
El reemplazo de los viaductos de madera, iniciado por el propio Ferrocarril de Cornualles y luego suspendido, se reanudó de nuevo, y entre 1896 y 1904 todos los viaductos de madera restantes en la línea de Plymouth a Truro fueron reemplazados por estructuras de mampostería o de mampostería y hierro. Sin embargo, las estructuras de madera en el ramal de Falmouth con poco tráfico se mantuvieron durante algunos años y finalmente fueron reemplazadas en 1927.

## Restantes estructuras ferroviarias de Cornualles
De las estructuras construidas por el Ferrocarril de Cornualles, la más impresionante es el puente Royal Albert, todavía en pleno funcionamiento.
Muchos de los pilares de los viaductos de madera originales de Brunel permanecen en la actualidad, ya que se dejaron en su lugar cuando se construyó el viaducto de reemplazo al lado. Los viaductos originales se analizan en detalle en el artículo viaductos del Ferrocarril de Cornualles.
Numerosos puentes de mampostería más pequeños y las estaciones de Liskeard y de St Germans siguen en uso. Las estaciones que se encuentran en Par y Saltash también fueron construidas por el Ferrocarril de Cornualles, aunque fueron edificaciones posteriores. El puente peatonal en St Austell es un raro ejemplo de un puente peatonal del Great Western Railway que aún conserva un techo. En la extensión de Falmouth hay un cobertizo de mercancías original en Perranwell y un grupo de 20 cabañas de trabajadores en Falmouth.

## Ramales
Aparte de un ramal corto en Keyham abierto el 20 de junio de 1867 para dar servicio a los muelles, el Ferrocarril de Cornualles nunca construyó ningún ramal. Sin embargo, los ferrocarriles independientes realizaron conexiones: el Ferrocarril del Oeste de Cornualles a Penzance (1859), el Ferrocarril de Lostwithiel y Fowey (1869) y el Ferrocarril de Newquay y Cornualles Junction (1869).
Se propusieron otras líneas independientes, pero fracasaron durante la depresión económica que siguió al colapso del banco Overend, Gurney and Company, en particular el Ferrocarril de Saltash y Callington, y el Ferrocarril de Bodmin y Cornualles Junction.
El Lazo de Cornualles se abrió en Plymouth el 17 de mayo de 1876, formando allí el lado norte de un triángulo para evitar dar marcha atrás a los trenes en la terminal de Millbay. Primero fue utilizado principalmente por los trenes del Ferrocarril de Londres y del Suroeste, pero luego encontró uso para los trenes rápidos de pasajeros y mercancías perecederas, y ahora es la línea principal.

## Estaciones

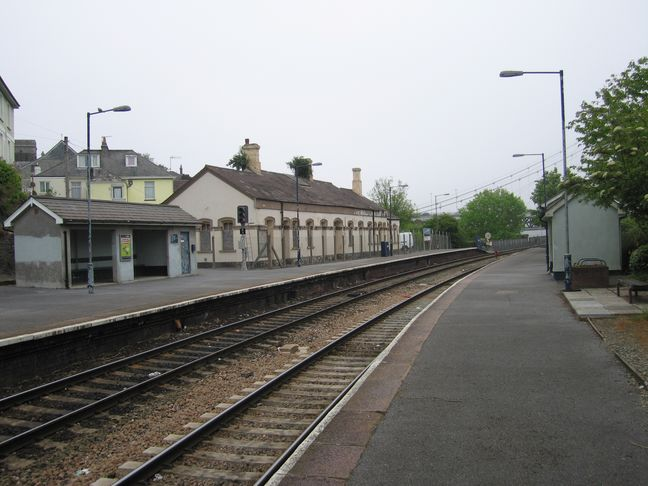
Estación de Saltash, reconstruida en los años 1880

(Véase Línea Principal de Cornualles y Maritime Line para las estaciones abiertas después de 1889 por el Great Western Railway o sus sucesores).
- En Plymouth, los trenes del Ferrocarril de Cornualles utilizaron la estación del Ferrocarril del Sur de Devon en Millbay (cerrada en 1941)
- Devonport
- Saltash
- St Germans
- Menheniot
- Liskeard
- Doublebois (1860-1964)
- Bodmin Road (ubicada temporalmente en Respryn, un poco al oeste de la estación actual, durante siete semanas en 1859 hasta que se completó la estación permanente; rebautizada como Bodmin Parkway en 1983)
- Lostwithiel
- Par
- St Austell
- Burngullow (inaugurada en 1863; reubicada algo hacia el oeste en 1901; cerrada en 1931)
- Grampound Road (cerrada en 1964)
- Truro
- Perranwell (1863, originalmente Perran hasta 1864)
- Penryn (1863)
- Falmouth (1863-1970; reabierta en 1975 y rebautizada como Falmouth Docks en 1989)

## Material rodante

### Locomotoras

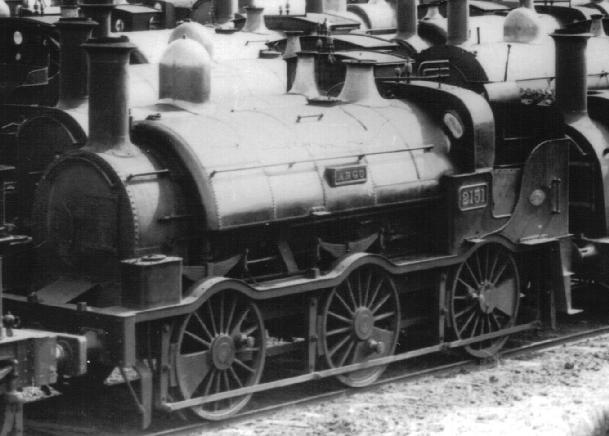
Locomotora Dido Clase 0-6-0ST Argo

Las locomotoras se proporcionaron en virtud de un contrato con los Sres. Evans, Walker y Gooch. Esto permitió que el costoso equipo se proporcionara sin un gran desembolso de capital.
El Ferrocarril del Sur de Devon se hizo cargo del contrato en 1867 y trabajó tanto en las líneas de la compañía como en el Ferrocarril del Oeste de Cornualles con un grupo común de locomotoras, aunque en ambos contratos el Ferrocarril de Cornualles fue responsable de encargar sus propias locomotoras y se le cobró por sus costos. Las locomotoras compradas para el Ferrocarril de Cornualles fueron:
- Locomotoras para trenes de pasajeros Clase Eagle 4-4-0ST
  - Castor (1865–1882) GWR no. 2121, originalmente destinado a llamarse Fal
  - Cato (1863–1877) GWR no. 2118
  - Eagle (1859–1876) GWR no. 2106
  - Elk (1859–1877) GWR no. 2107
  - Gazelle (1859–1865) GWR no. 2110
  - Lynx (1859–1876) GWR núm. 2109
  - Mazeppa (1859–1885) GWR no. 2111
  - Pollux (1865–1892) GWR no. 2120, originalmente destinado a ser llamado Tamar
  - Wolf (1859–1878) GWR no. 2115
- Locomotoras para trenes de pasajeros ex-Ferrocarril de Carmarthen y Cardigan 4-4-0ST
  - Magpie (1872–1889) GWR no. 2135
- Locomotoras para trenes de mercancías Clase Dido 0-6-0ST
  - Argo (1863–1892) GWR no. 2151
  - Atlas (1863–1885) GWR no. 2152
  - Dido (1860–1877) GWR no. 2143
  - Hero (1860–1887) GWR no. 2144
- Locomotoras para trenes de mercancías Clase ex-Great Western Railway Sir Watkin 0-6-0ST
  - Bulkeley (1872–1890) GWR no. 2157
  - Hunter (1872–1887) GWR no. 2158
- Locomotoras para trenes de mercancías Clase Buffalo 0-6-0ST
  - Dragon (1873–1892) GWR no. 2164
  - Emperor (1873–1892) GWR no. 2167
  - Hercules (1872–1889) GWR no. 2163

### Coches y vagones
Los coches y vagones fueron comprados por el Ferrocarril de Cornualles y mantenidos en talleres establecidos en Lostwithiel. Estos talleres también contaban con equipos para preparar madera para los viaductos y las vías.
En la apertura de la línea se dispuso de 8 coches de viajeros de primera clase, 18 de segunda, 16 de tercera y 4 coches mixtos; en 1861 se proporcionó un coche de clasificación de correos. Todos eran vehículos de seis ruedas. En 1889 había un vagón menos de segunda clase pero tres más de tercera clase, más seis furgones de equipaje. Inicialmente se entregaron 30 vagones mineros y 20 de ganado, además de 8 furgones de freno, 10 vagones para carruajes, 8 vagones para balasto y 2 vagones madereros. Para 1889, esta flota había crecido a 421 vehículos. También había 15 furgones para el transporte de carne y 9 furgones para caballos.

## Lecturas relacionadas
- Mosley, Brian (February 2013). «Cornwall Railway». Encyclopaedia of Plymouth History. Plymouth Data. Archivado desde el original el 5 de octubre de 2013. Consultado el 13 de febrero de 2015.
- Cornwall Railway Company y otros registros en The National Archives
- Measom, George (1860), Official Illustrated Guide to the Bristol and Exeter, North and South Devon, Cornwall, and South Wales Railways, London: Richard Griffin and Co..
- Kittridge, Alan. Rendel's Floating Bridges. Truro: Twelveheads Press. ISBN 978-0-906294-67-3.